# José María Errandonea
José María Errandonea Urtizberea (* 12. Dezember 1940 in Irún) ist ein ehemaliger spanischer Radrennfahrer und nationaler Meister im Radsport.

## Sportliche Laufbahn
Errandonea war im Straßenradsport und im Bahnradsport aktiv. Er war Teilnehmer der Olympischen Sommerspiele 1960 in Rom. Dort startete er im Bahnradsport. Im Sprint schied er in den Vorläufen aus. In der Mannschaftsverfolgung scheiterte der spanische Bahnvierer mit José María Errandonea, Francisco Tortellá, Miguel Martorell und Miguel Mora in der Qualifikation.
Als Amateur gewann er 1961 die nationale Meisterschaft in der Einerverfolgung. Er war in den Etappenrennen Vuelta al Bidasoa 1959 und Tour d’Eure-et-Loir 1961 erfolgreich. In der Tour d’Eure-et-Loir 1963 wurde er Zweiter hinter Francis Bazire. Das Eintagesrennen Paris-Cayeux gewann er 1961.
Von 1964 bis 1970 war er als Berufsfahrer aktiv. Seine Profikarriere begann er im Radsportteam Pelforth-Sauvage-Lejeune. Errandonea gewann Etappen in der Volta a la Comunitat Valenciana, in der Vuelta a España und im Rennen Euskal Bizikleta 1966 (und 1967). 1967 siegte er im Prolog der Tour de France und holte einen Etappensieg in der Tour de Suisse. 1968 gewann er die Gesamtwertung des Rennens Euskal Bizikleta und feierte einen weiteren Etappensieg in der Vuelta a España. 1970 folgte der Sieg auf der 18. Etappe der Vuelta a España.
Zweiter wurde er in den Rennen Vuelta a Ávila 1966 hinter Esteban Martin und im Rennen Euskal Bizikleta 1967. Errandonea bestritt alle Grand Tours. In der Tour de France 1967 trug er das Gelbe Trikot für zwei Tage. In der Vuelta a España 1966 war er zwei Tage lang Spitzenreiter. Dritter wurde Errandonea in der Andalusien-Rundfahrt und im Euskal Bizikleta 1966.
Im Bahnradsport wurde er 1965 und 1967 nationaler Meister in der Einerverfolgung der Profis. Das Sechstagerennen von Madrid 1965 beendete er mit als Francisco Tortellá Partner auf dem 2. Platz.

## Grand-Tour-Platzierungen
| Grand Tour            | 1965 | 1966 | 1967 | 1968 | 1969 | 1970 |
| --------------------- | ---- | ---- | ---- | ---- | ---- | ---- |
| Vuelta a EspañaVuelta | DNF  | 10   | 23   | 4    | –    | 35   |
| Giro d’ItaliaGiro     | –    |      | –    | 40   | –    | –    |
| Tour de FranceTour    | –    | 55   | DNF  | –    | –    | –    |